# Austrosteenisia
Genre
Austrosteenisia est un genre de plantes à fleurs dicotylédones de la famille des Fabaceae, sous-famille des Faboideae, originaire d'Australie, qui comprend trois espèces acceptées.

## Liste d'espèces
Selon The Plant List (18 septembre 2018) :
- Austrosteenisia blackii (F.Muell.) R.Geesink
- Austrosteenisia glabristyla Jessup
- Austrosteenisia stipularis (C.T.White) Jessup